# Чемпионат Европы по лёгкой атлетике в помещении 2019
35-й чемпионат Европы по лёгкой атлетике в помещении проходил с 1 по 3 марта 2019 года на Арене Содружества в Глазго (Великобритания). Этот шотландский город принимал турнир во второй раз в истории (впервые — в 1990 году). К участию были допущены спортсмены, выполнившие в установленные сроки необходимые квалификационные требования и нормативы. На протяжении трёх дней были разыграны 26 комплектов медалей.
В чемпионате принимали участие 637 легкоатлетов из 49 стран Европы.

## Выбор места проведения
Право принять турнир Глазго получил 23 апреля 2016 года на совете Европейской легкоатлетической ассоциации, обойдя при голосовании белорусский Минск, нидерландский Апелдорн и польский Торунь.

## Запрет на участие сборной России
Как и в 2017 году, на зимнем чемпионате Европы не выступала сборная России. С ноября 2015 года она была отстранена от международных соревнований в связи с допинговым скандалом. Дисквалификация была в очередной раз оставлена в силе 4 декабря 2018 года на Совете ИААФ. В то же время несколько российских спортсменов получили от Международной федерации индивидуальный допуск к соревнованиям. Одиннадцать из них смогли выступить в Глазго в качестве нейтральных атлетов.

## Итоги соревнований
Единственным легкоатлетом, выигравшим две золотые медали в Глазго, стала британская бегунья Лора Мьюр. Перед родными трибунами (Мьюр несколько лет училась на ветеринара в Университете Глазго) она сделала победный дубль на дистанциях 1500 и 3000 метров (в последнем случае — с рекордом соревнований). Оба раза соперницы не смогли составить ей серьёзной конкуренции. Таким образом, Мьюр повторила свой успех двухлетней давности и стала четырёхкратной чемпионкой Европы в помещении.
Попытку повторить успех британки предпринял молодой талант из Норвегии Якоб Ингебригтсен, вышедший на старт бега на 1500 и 3000 метров у мужчин. Расписание предварительных забегов 1 марта было неудобным для подобного совмещения: Якобу пришлось выходить на старт дважды с интервалом в 80 минут. Однако это не помешало ему пробиться в оба финала и параллельно установить рекорд Европы среди юниоров до 20 лет в беге на 3000 метров (7.51,20). Через день он выиграл решающий забег на этой дистанции и в возрасте 18 лет 163 дня стал самым молодым чемпионом Европы в помещении среди мужчин. Прежнее достижение принадлежало западногерманскому прыгуну в высоту Дитмару Мёгенбургу, который стал победителем турнира в 18 лет 200 дней в 1980 году. Второе золото Якоб Ингебригтсен выиграть не смог. В финале на 1500 метров его смог опередить опытный поляк Марцин Левандовский, защитивший свой титул чемпиона Европы.
Левандовский завоевал золотую медаль на третьем зимнем чемпионате Европы подряд (в 2015 году он выиграл 800 метров). Аналогичного достижения смогла добиться Ивана Шпанович из Сербии; в отличие от Левандовского, все её победы были одержаны в одной дисциплине — прыжке в длину.
Чемпион мира 2017 года в беге на 400 метров с барьерами Карстен Вархольм показал один из лучших результатов соревнований. Норвежец выиграл бег на 400 метров, повторив рекорд Европы 31-летней давности. Как и Томас Шёнлебе в 1988 году, он остановил секундомер на отметке 45,05.
Якоб Ингебригтсен и Карстен Вархольм добыли первое и второе золото в истории турнира для Норвегии. За предыдущие 34 чемпионата представители этой страны завоевали 3 серебряные и 7 бронзовых медалей. Другого исторического успеха добился Милан Трайкович из Кипра. Он финишировал первым в беге на 60 метров с барьерами и тоже стал первым зимним чемпионом Европы в стране. Прежде его соотечественники смогли выиграть две серебряные медали. Вторых побед в истории своих стран добились Ян Волко из Словакии (60 метров) и Назим Бабаев из Азербайджана (тройной прыжок).

## Призёры
Сокращения: WR — мировой рекорд | ER — рекорд Европы | NR — национальный рекорд | CR — рекорд чемпионата

### Мужчины
| Дисциплина                   | Золото                                                               | Золото     | Серебро                                                             | Серебро    | Бронза                                                                  | Бронза     |
| ---------------------------- | -------------------------------------------------------------------- | ---------- | ------------------------------------------------------------------- | ---------- | ----------------------------------------------------------------------- | ---------- |
| 60 м подробности             | Ян Волко Словакия                                                    | 6,60       | Эмре Барнс Турция                                                   | 6,61       | Йорис ван Гол Нидерланды                                                | 6,62       |
| 400 м подробности            | Карстен Вархольм Норвегия                                            | 45,05 ER   | Оскар Усильос Испания                                               | 45,66 NR   | Тони ван Дипен Нидерланды                                               | 46,13 NR   |
| 800 м подробности            | Альваро де Арриба Испания                                            | 1.46,83    | Джейми Уэбб Великобритания                                          | 1.47,13    | Марк Инглиш Ирландия                                                    | 1.47,39    |
| 1500 м подробности           | Марцин Левандовский Польша                                           | 3.42,85    | Якоб Ингебригтсен Норвегия                                          | 3.43,23    | Хесус Гомес Испания                                                     | 3.44,39    |
| 3000 м подробности           | Якоб Ингебригтсен Норвегия                                           | 7.56,15    | Крис О’Хэр Великобритания                                           | 7.57,19    | Хенрик Ингебригтсен Норвегия                                            | 7.57,19    |
| 60 м с барьерами подробности | Милан Трайкович Кипр                                                 | 7,60       | Паскаль Мартино-Лагард Франция                                      | 7,61       | Орел Манга Франция                                                      | 7,62       |
| Прыжок в высоту подробности  | Джанмарко Тамбери Италия                                             | 2,32 м     | Константинос Баниотис Греция                                        | 2,26 м     | не вручалась                                                            |            |
| Прыжок в высоту подробности  | Джанмарко Тамбери Италия                                             | 2,32 м     | Андрей Проценко Украина                                             | 2,26 м     | не вручалась                                                            |            |
| Прыжок с шестом подробности  | Павел Войцеховский Польша                                            | 5,90 м     | Пётр Лисек Польша                                                   | 5,85 м     | Мелькер Сверд-Якобссон Швеция                                           | 5,75 м     |
| Прыжок в длину подробности   | Милтиадис Тентоглу Греция                                            | 8,38 м NR  | Тобиас Нильссон-Монтлер Швеция                                      | 8,17 м     | Страхинья Йованчевич Сербия                                             | 8,03 м NR  |
| Тройной прыжок подробности   | Назим Бабаев Азербайджан                                             | 17,29 м    | Нелсон Эвора Португалия                                             | 17,11 м    | Макс Хесс Германия                                                      | 17,10 м    |
| Толкание ядра подробности    | Михал Харатык Польша                                                 | 21,65 м    | Давид Шторль Германия                                               | 21,54 м    | Томаш Станек Чехия                                                      | 21,25 м    |
| Семиборье подробности        | Хорхе Уренья Испания                                                 | 6218 очков | Тимоти Дакуорт Великобритания                                       | 6156 очков | Илья Шкуренёв Нейтральный атлет                                         | 6145 очков |
| Эстафета 4×400 м подробности | Бельгия · Жюльен Ватрен · Дилан Борле · Джонатан Борле · Кевин Борле | 3.06,27    | Испания · Оскар Усильос · Мануэль Гихарро · Лукас Буа · Бернат Эрта | 3.06,32 NR | Франция · Мам-Ибра Анн · Томас Жордье · Николя Курбьер · Фабрисио Саиди | 3.07,71    |

### Женщины
| Дисциплина                   | Золото                                                                                             | Золото     | Серебро                                                                 | Серебро   | Бронза                                                                     | Бронза        |
| ---------------------------- | -------------------------------------------------------------------------------------------------- | ---------- | ----------------------------------------------------------------------- | --------- | -------------------------------------------------------------------------- | ------------- |
| 60 м подробности             | Ева Свобода Польша                                                                                 | 7,09       | Дафне Схипперс Нидерланды                                               | 7,14      | Аша Филип Великобритания                                                   | 7,15          |
| 400 м подробности            | Леа Шпрунгер Швейцария                                                                             | 51,61      | Синтия Болинго Бельгия                                                  | 51,62 NR  | Лизанне де Витте Нидерланды                                                | 52,34         |
| 800 м подробности            | Шелайна Оскан-Кларк Великобритания                                                                 | 2.02,58    | Ренель Ламот Франция                                                    | 2.03,00   | Ольга Ляховая Украина                                                      | 2.03,24       |
| 1500 м подробности           | Лора Мьюр Великобритания                                                                           | 4.05,92    | София Эннауи Польша                                                     | 4.09,30   | Кира Магиан Ирландия                                                       | 4.09,43       |
| 3000 м подробности           | Лора Мьюр Великобритания                                                                           | 8.30,61 CR | Констанце Клостерхальфен Германия                                       | 8.34,06   | Мелисса Кортни Великобритания                                              | 8.38,22       |
| 60 м с барьерами подробности | Надин Виссер Нидерланды                                                                            | 7,87       | Синди Роледер Германия                                                  | 7,97      | Эльвира Герман Белоруссия                                                  | 8,00          |
| Прыжок в высоту подробности  | Мария Ласицкене Нейтральный атлет                                                                  | 2,01 м     | Юлия Левченко Украина                                                   | 1,99 м    | Айрине Пальшите Литва                                                      | 1,97 м        |
| Прыжок с шестом подробности  | Анжелика Сидорова Нейтральный атлет                                                                | 4,85 м     | Холли Брэдшоу Великобритания                                            | 4,75 м    | Николета Кириакопулу Греция                                                | 4,65 м        |
| Прыжок в длину подробности   | Ивана Шпанович Сербия                                                                              | 6,99 м     | Анастасия Мирончик-Иванова Белоруссия                                   | 6,93 м    | Марина Бех Украина                                                         | 6,84 м        |
| Тройной прыжок подробности   | Ана Пелетейро Испания                                                                              | 14,73 м    | Параскеви Папахристу Греция                                             | 14,50 м   | Ольга Саладуха Украина                                                     | 14,47 м       |
| Толкание ядра подробности    | Радослава Мавродиева Болгария                                                                      | 19,12 м    | Кристина Шваниц Германия                                                | 19,11 м   | Анита Мартон Венгрия                                                       | 19,00 м       |
| Пятиборье подробности        | Катарина Джонсон-Томпсон Великобритания                                                            | 4983 очка  | Ниам Эмерсон Великобритания                                             | 4731 очко | Солен Ндама Франция                                                        | 4723 очка =NR |
| Эстафета 4×400 м подробности | Польша · Анна Келбасиньская · Ига Баумгарт-Витан · Малгожата Голуб-Ковалик · Юстина Свенти-Эрсетич | 3.28,77    | Великобритания · Лавиаи Нильсен · Зои Кларк · Эмбер Эннинг · Эйлид Дойл | 3.29,55   | Италия · Рафаэла Лукудо · Айомиде Фолорунсо · Кьяра Баццони · Марта Милани | 3.31,90       |

## Медальный зачёт
Медали в 26 дисциплинах лёгкой атлетики завоевали представители 26 стран. В третий раз в истории (и второй подряд) медльный зачёт выиграла сборная Польши.
 Принимающая страна
| Место | Страна             | Золото | Серебро | Бронза | Всего |
| ----- | ------------------ | ------ | ------- | ------ | ----- |
| 1     | Польша             | 5      | 2       | 0      | 7     |
| 2     | Великобритания     | 4      | 6       | 2      | 12    |
| 3     | Испания            | 3      | 2       | 1      | 6     |
| 4     | Норвегия           | 2      | 1       | 1      | 4     |
| —     | Нейтральные атлеты | 2      | 0       | 1      | 3     |
| 5     | Греция             | 1      | 2       | 1      | 4     |
| 6     | Нидерланды         | 1      | 1       | 3      | 5     |
| 7     | Бельгия            | 1      | 1       | 0      | 2     |
| 8     | Италия             | 1      | 0       | 1      | 2     |
| 8     | Сербия             | 1      | 0       | 1      | 2     |
| 10    | Азербайджан        | 1      | 0       | 0      | 1     |
| 10    | Болгария           | 1      | 0       | 0      | 1     |
| 10    | Кипр               | 1      | 0       | 0      | 1     |
| 10    | Словакия           | 1      | 0       | 0      | 1     |
| 10    | Швейцария          | 1      | 0       | 0      | 1     |
| 15    | Германия           | 0      | 4       | 1      | 5     |
| 16    | Украина            | 0      | 2       | 3      | 5     |
| 16    | Франция            | 0      | 2       | 3      | 5     |
| 18    | Беларусь           | 0      | 1       | 1      | 2     |
| 18    | Швеция             | 0      | 1       | 1      | 2     |
| 20    | Португалия         | 0      | 1       | 0      | 1     |
| 20    | Турция             | 0      | 1       | 0      | 1     |
| 22    | Ирландия           | 0      | 0       | 2      | 2     |
| 23    | Венгрия            | 0      | 0       | 1      | 1     |
| 23    | Литва              | 0      | 0       | 1      | 1     |
| 23    | Чехия              | 0      | 0       | 1      | 1     |
| Всего | Всего              | 26     | 27      | 25     | 78    |